# Glad Zoo
Glad Zoo er en zoologisk have i Lintrup nær Ribe i Sønderjylland, som har 80 forskellige arter. Dyreparken er ejet af Glad Fonden, der købte zooen i 2014. Glad Fonden anvender dyreparken til Særligt Tilrettelagt Ungdomsuddannelse, hvor eleverne får mulighed for at arbejde med dyrene eller som formidlere. Zooen er blandt andet kendt for sit rovfugleshow, hvor en falkoner fortæller om rovfuglene. Inden Glad Fonden overtog zooen hed den Lintrup Safari Park Zoo.
Glad Zoos dyr er registreret i netværket Species360, og er også medlem af den Europæiske Dyreparksforening, hvilket sikrer en vis standard for dyrene og er med til at lave sikre avlsprogrammer.